# أنطور أرجواني
أنطور أرجواني (الاسم العلمي:Anthurium purpureum) هو نوع من النباتات يتبع جنس الأنطور من الفصيلة اللوفية.